# Nicolás Chietino
Nicolás Alejandro Chietino (Longchamps, Almirante Brown, Buenos Aires, Argentina; 17 de abril de 1982) es un exfutbolista y entrenador argentino de fútbol.Actualmente dirige al Delfín S.C de la Serie A de Ecuador. 

## Trayectoria

### Como futbolista
Chietino jugó en las divisiones juveniles de Argentinos Juniors, aunque no logró debutar en el primer equipo. En agosto de 2003 tras un periodo de prueba se unió al Racing de Ferrol de la Segunda División B de España.
Después de contribuir al ascenso del Racing a la Segunda División se trasladó al Novelda CF en 2004, compitiendo en la Tercera División española. Continuó jugando en esa categoría durante los siguientes cinco años, representando a la UD Melilla, Algeciras CF, CE L'Hospitalet y UD Marbella.
En 2010 regresó a su país natal para unirse a Temperley. Al año siguiente volvió a España y a la Tercera División, fichando por el CF Villanovense.
El 3 de enero de 2012 firmó contrato con el Burgos CF, también en la Tercera División. Fue titular habitual durante su estancia, experimentando el descenso en la primera temporada, pero logrando el ascenso en la segunda.
Antes de la temporada 2013-14 se unió al recién formado Mérida AD en la Tercera División. En enero de 2015 se trasladó a Polonia, inicialmente con la intención de fichar por el Pogoń Szczecin de la Ekstraklasa, pero en cambio se unió al Pogoń Siedlce de la I liga.
En junio de 2015 cambió nuevamente de equipo y de país al llegar a un acuerdo con el Lincoln Red Imps FC de la Primera División de Gibraltar. Después de dejar el club en 2016 regresó a su país natal y jugó en Unión Aconquija y Colegiales, antes de retirarse en 2017 a los 35 años.

### Como entrenador
Inició su carrera como entrenador en 2006 mientras aún era futbolista, liderando las categorías base de la Unión Deportiva Melilla en España. Tras su retiro como jugador, se desempeñó como asistente de Carlos Alós en el Kairat Almaty de Kazajistán. Luego regresó a su país natal para trabajar como asistente en el C.A Fénix en la Primera B Metropolitana. En 2019, se trasladó a Ecuador para asumir como entrenador principal de las categorías formativas de la Universidad Católica.
En 2020, regresó a Argentina como asistente de Pablo Ricchetti en el Ramón Santamarina en la Primera B Nacional y luego se unió al cuerpo técnico de Frank Darío Kudelka en Huracán. En 2021, fue entrenador de León de Huánuco y Comerciantes Unidos en la Segunda División de Perú.
En 2022, retomó el rol de asistente de Frank Darío Kudelka en Lanús de Argentina. 
El 18 de diciembre de 2023, fue presentado como nuevo entrenador de Orense S.C para la temporada 2024 de la Serie A de Ecuador, reemplazando a Juan Carlos León.Abandonó el club por mutuo acuerdo el 5 de mayo del año siguiente, su salida se debió a los malos resultados del equipo que solo logró ganar un partido bajo su dirección.
El 6 de enero de 2025 se hizo cargo del Delfín también en la Serie A de Ecuador.

## Clubes

### Como futbolista
| Club                | País      | Año       |
| ------------------- | --------- | --------- |
| Argentinos Juniors  | Argentina | 2002-2003 |
| Racing de Ferrol    | España    | 2003-2004 |
| Novelda C.F         | España    | 2004-2005 |
| U.D Melilla         | España    | 2005-2007 |
| Algeciras C.F       | España    | 2007      |
| C.E L'Hospitalet    | España    | 2007      |
| U.D Marbella        | España    | 2008-2010 |
| Temperley           | Argentina | 2010-2011 |
| C.F Villanovense    | España    | 2011      |
| Burgos C.F          | España    | 2012-2013 |
| Mérida A.D          | España    | 2013-2015 |
| Pogon Siedlce       | Polonia   | 2015      |
| Lincoln Red Imps    | Gibraltar | 2015      |
| Unión de Aconquija  | Argentina | 2016      |
| Colegiales de Munro | Argentina | 2016-2017 |

### Como entrenador

#### Como asistente
| Club          | País       | Asistente de    | Año       |
| ------------- | ---------- | --------------- | --------- |
| Kairat Almaty | Kazajistán | Carlos Alós     | 2017-2018 |
| C.A Fénix     | Argentina  | ?               | 2019      |
| Santamaría    | Argentina  | Pablo Ricchetti | 2020      |
| Huracán       | Argentina  | Frank Kudelka   | 2020      |
| Lanús         | Argentina  | Frank Kudelka   | 2022-2023 |

#### Como principal
| Club                   | País    | Año       |
| ---------------------- | ------- | --------- |
| U.D Melilla Base       | España  | 2006-2007 |
| Universidad Católica B | Ecuador | 2019      |
| León de Huánuco        | Perú    | 2021      |
| Comerciantes Unidos    | Perú    | 2021      |
| Orense S.C             | Ecuador | 2024      |
| Delfín SC              | Ecuador | 2025-act. |